# Ceggia
Ceggia (velenceiül Seja) település Olaszországban, Veneto régióban, Velence megyében. Lakosainak száma 6095 fő (2023. január 1.). Ceggia Cessalto, San Donà di Piave, Santo Stino di Livenza és Torre di Mosto községekkel határos.

## Népesség
A település népességének változása:
| Lakosok száma | 6145 | 6123 | 6095 |
|               | 2017 | 2018 | 2023 |